# 花沙納

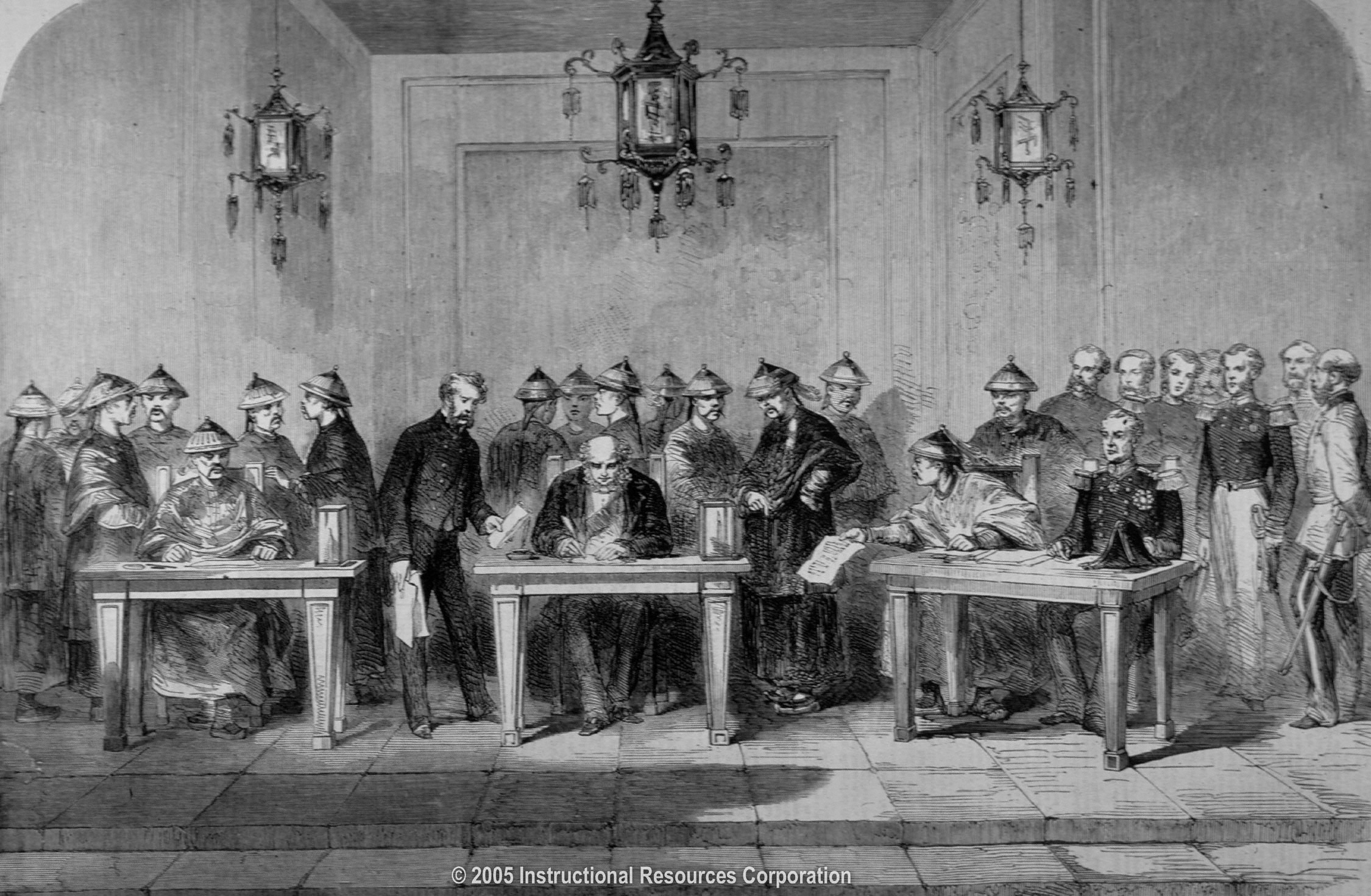
《天津条约》签订的场景，最左边者为花沙纳

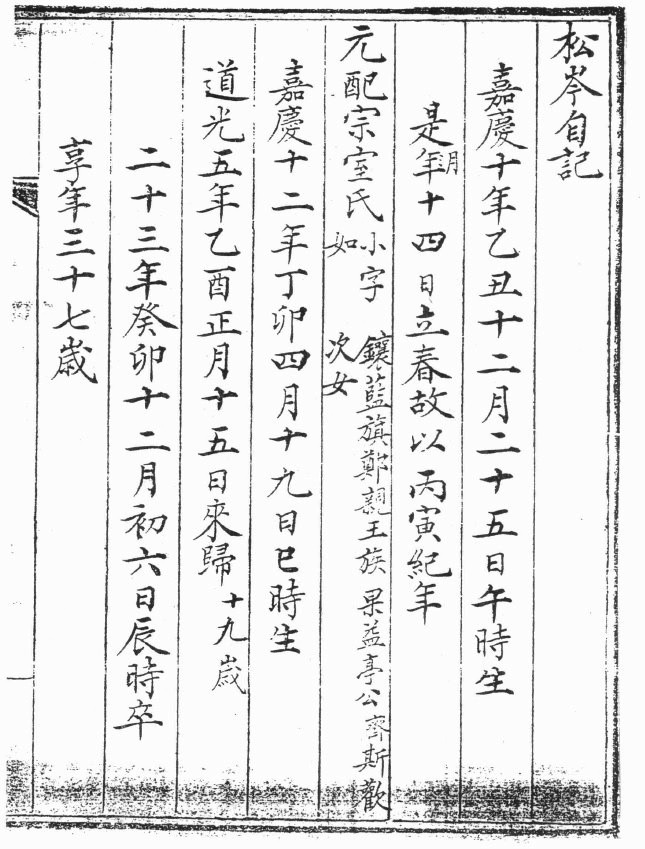
花沙納著《家乘紺珠》中自記的家譜

花沙納（1806年—1859年），字毓仲，号松岑，谥文定，伍彌特氏。蒙古正黃旗人，进士出身，清朝政治人物。
道光十二年（1832年）進士，改翰林院庶吉士。散館，授編修。累官至吏部尚書。咸豐八年（1859年）四月，英法聯軍進佔大沽口，花沙納偕大學士桂良赴天津議和。五月，簽訂《天津條約》。六月，復命攜帶欽差關防前赴江蘇，會同兩江總督何桂清與英國、法國、美國訂立通商章程。咸豐九年十二月七日卒，諡文定。花沙納祖父乃三等繼勇公德楞泰。妻宗室果齊斯歡次女。子駐藏大臣希凱，侄世襲一等繼勇侯吉林將軍希元；廣西按察使、伊犁副都統希賢。
据陈康祺《郎潜纪闻》：“文定（即花沙纳）诗画之外兼善鼓琴”，作有《出塞杂咏》、《东使吟草》、《出塞纪程》、《东使纪程》、《滇猷纪程》、《韵雪斋小草》、《覆瓿集》等，还有《德壮果公年谱》三十二卷记述其祖父德楞泰生平，以及其家谱稿《家乘绀珠》等等。